# Skank (danza)

Un'immagine di Walt Jabsco in cui pratica lo skanking

Lo skank o skanking è una forma di danza praticata negli ambienti dove si suona musica ska, ska punk, hardcore punk, reggae e vari altri.

## Storia
Lo stile di questa danza ha avuto origine negli anni cinquanta o sessanta nelle dancehall giamaicane, dove si suonava musica ska. I mod e gli skinhead inglesi degli anni sessanta adottarono questo tipo di ballo e lo modificarono. Lo stile di danza skank è tornato ad esser popolare durante l'era del 2 tone ska degli anni settanta e ottanta ed è stato adottato da alcuni individui della subcultura hardcore punk.
Originariamente lo skanking consisteva in un movimento delle gambe in corsa e al ritmo mentre ci si alternava a piegare i gomiti ed alzare i pugni, verso destra e verso sinistra. Nel corso del tempo, tuttavia, sono emerse delle variazioni in tutta la scena musicale. Le caratteristiche della versione punk consistono in un colpo tagliente con le braccia e viene talvolta utilizzato nel moshing per toccare gli altri mentre fanno lo stesso.